# Araneus diadematus

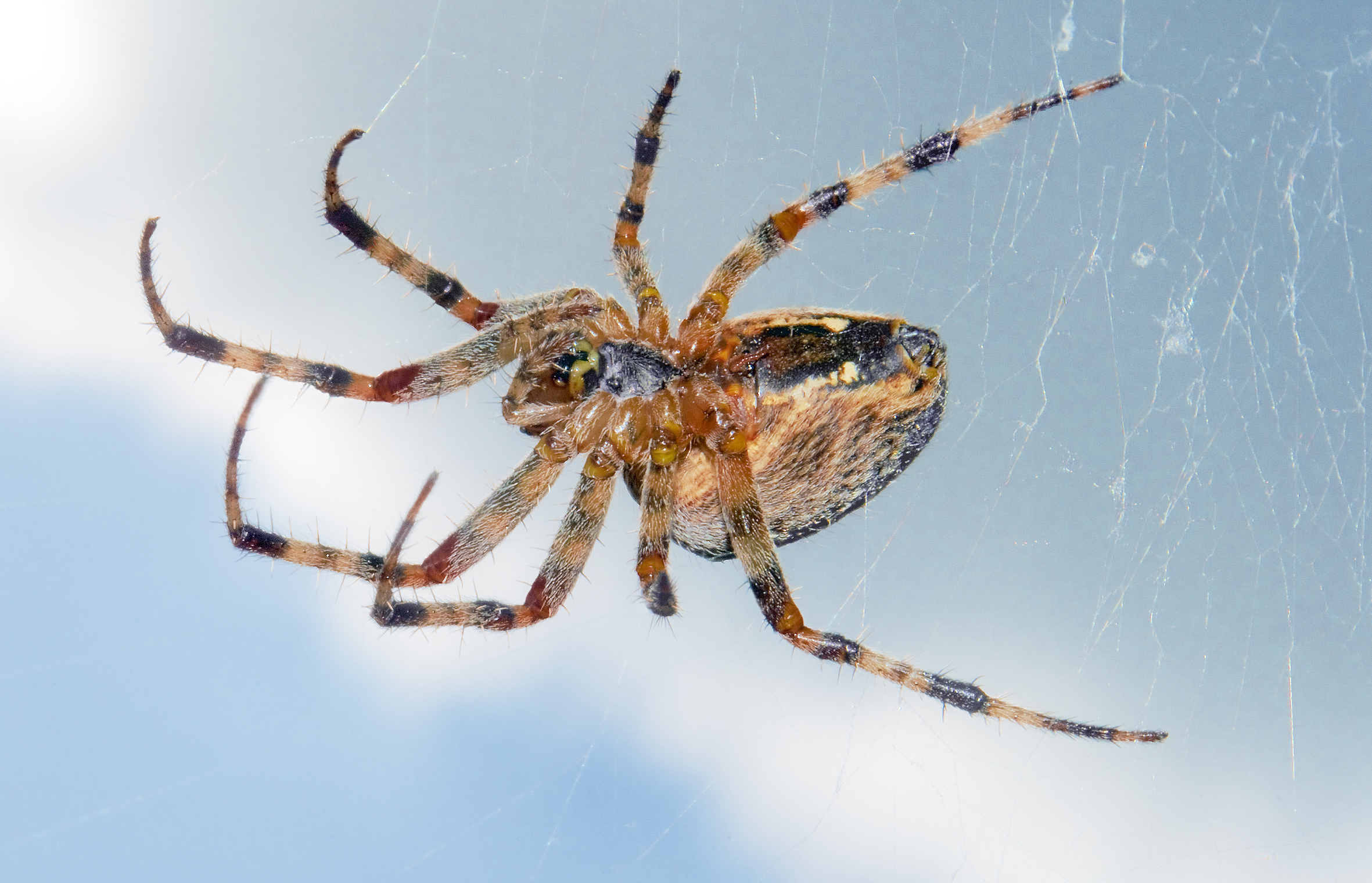
Araneus diadematus

Araneus diadematus (păianjenul cu cruce, păianjenul cu diademă) este una din cele mai frecvente specii de păianjeni țesători de pânze rotunde din Europa.

## Descriere
Culoarea păianjenului poate varia de la galben deschis până la un de gri foarte închis. Dorsal, opistosoma prezintă cinci sau mai multe pete, relativ mari, de culoare albă sau portocalie, care formează o cruce. Petele albe apar datorită celulelor care conțin guanină, un produs secundar al metabolismului proteic. Lungimea corpului femelei este de 20 - 25 mm, iar al masculului de 10 - 11 mm.

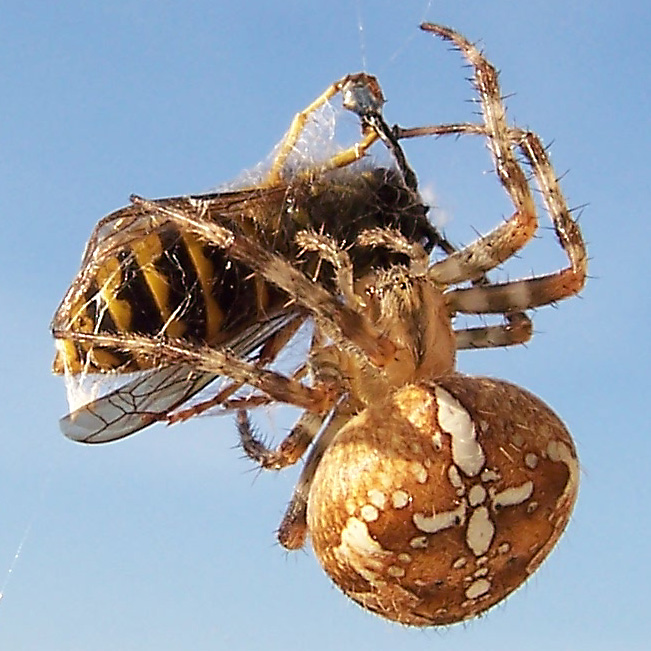
Servindu-și masa

## Modul de viață
Tarsul picioarelor păianjenului cu cruce prezintă două gheare pectinate cu ajutorul cărora este țesută pânza. La baza lor se află o a treia gheară, mai mică, care formează un clește împreună cu doi țepi situați ceva mai în spate. Cu ajutorul acestei formațiuni păianjenul se poate fixa de pânză fără a depune efort. Totodată aceasta permite păianjenului să nu adere de propria pânză. El țese o pânză rotundă verticală, însă sunt și excepții. Poziția ei verticală este cea mai bună, deoarece insecta este prinsă în zbor. Ziua, aceștia sunt rar observați, dar noaptea pot fi văzuți atârnând în centrul plasei. De la plasă pleacă un fir de semnalizare, iar păianjenul stă ascuns în vizuina sa. Când victima este prinsă în pânză, firul de semnalizare produce vibrații recepționat de păianjen. De aceea, receptorii tactili sunt foarte sensibili. Imediat, păianjenul se repede spre pradă și o acoperă cu un strat de mătase. Apoi, injectează venin și fermenți în corpul victimei. Resturile nedigerate (exp. cuticulă) sunt eliminate din pânză, menținând-o în curățenie. 

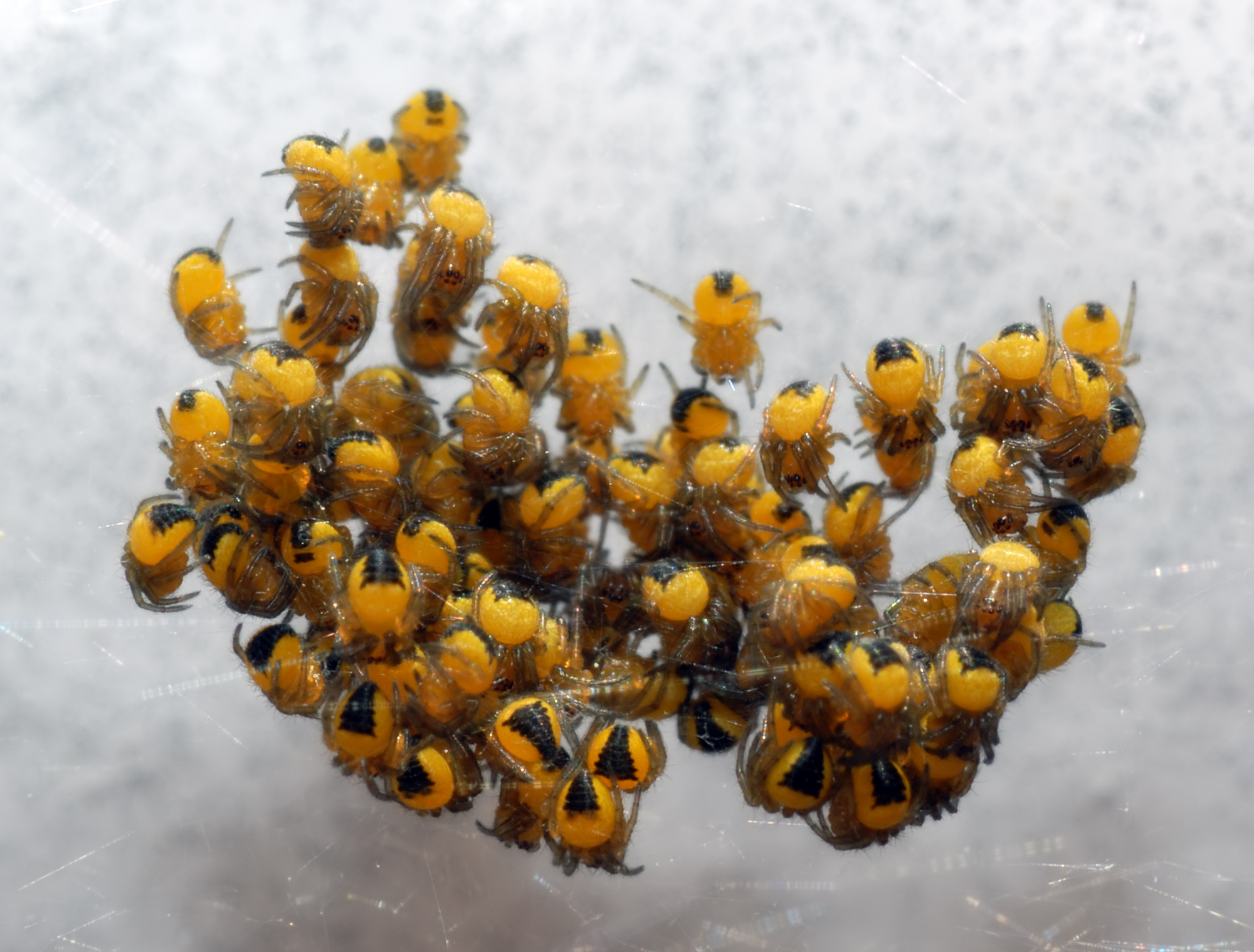
Juvenilii

Principala hrană o constituie insecte zburătoare: muște, țânțari etc. Dacă în plasă nimerește ceva necomestibil, păianjenul va rupe firele pentru a elibera obiectul. Dacă este foarte flămând, atunci o mănâncă imediat. În alte cazuri, o ascunde pentru momentul potrivit.
Păianjenul-cu-cruce este inofensiv pentru om.

## Reproducerea
Femela este mai mare decât masculul. Masculul, apropiindu-se de femelă, trebuie să fie foarte atent, deoarece poate să devină o nouă victimă. După acuplare masculul moare. Femela depune ouăle toamna, într-un cocon. Mătasea coconului este densă, ferind ouăle de posibile pericole. Coconul este purtat un timp anumit anexat de opistosomă, apoi este ascuns în locuri dosite. Primăvara juvenilii eclozează, devin maturi la sfârșitul verii.

## Răspândire
Araneus diadematus este răspândit în Europa și America de Nord. În România este una dintre cele mai mari specii de păianjeni țesători. Este găsit în toate ecosistemele terestre, inclusiv în localități, rar în munții înalți. Se întâlnește în grădini, tufișuri, păduri, unde își construiesc pânza printre ramuri. Este găsit si in Republica Moldova, zona centru, și este regăsit în plantații de sâmburoase.